# Aquapark Zakopane
Der Aquapark Zakopane ist ein im Jahr 2006 eröffneter Aquapark in Zakopane am Fuße der polnischen Tatra in der Region Podhale in der Woiwodschaft Kleinpolen, dem Powiat Tatrzański und der Gemeinde Zakopane. Er liegt einige hundert Meter südöstlich vom Stadtzentrum unweit vom Hauptbahnhof.

## Beschreibung
Die Region Podhale am Fuße der Tatra ist reich an Thermalquellen. Hier ist das Vorkommen von Thermalquellen am dichtesten in Polen und mit am dichtesten in Europa. Die unterirdischen Thermalgewässer reichen von Podhale bis in die Slowakei und nach Budapest in Ungarn. Die Nutzung der Thermalquellen in Polen hat jedoch erst am Anfang des 21. Jahrhunderts begonnen. Der Aquapark Zakopane nutzt jedoch derzeit anders als die vielen Thermen, die in den letzten Jahren in Podhale entstanden sind, kein natürliches Thermalwasser.
Der Aquapark hat Becken im Innen- und Außenbereich, einen Saunabereich, Wasserrutschen und eine Bowlingbahn. Der Aquapark liegt unmittelbar am Gebirgsfluss Bystra.